# Хотонский язык
Хото́нский язык — тюркский язык, входящий в карлукско-хорезмийскую группу. Считается диалектом уйгурского языка. Язык плохо описан, достоверных сведений о его существовании в настоящее время нет, то есть язык является потенциально вымершим, т.к. этническая группа-носитель языка хотоны перешла на дербетский диалект ойратского языка монгольской группы.

## Основные сведения
Хотонский язык различными исследователями относится к числу уйгурских (Б. Я. Владимирцов, А. Н. Самойлович, Н. А. Баскаков) или узбекских (Вамбери), киргизских диалектов (Г. Н. Потанин, С. Е. Малов).

### Смешанный характер хотонского языка
Как отмечает Н. А. Баскаков, в хотонском языке обнаруживаются в основном карлукские (уйгурский конечный фрикативный г: очаг 'очаг'), киргизские (төөй 'верблюд', киргизское төө, южноалтайское тöö; ооз 'рот', притяжательная форма 3 лица оозу, киргизское ооз, оозу, южноалтайское оос, оозы) и туркменские черты (начальный взрывной г: гол 'рука').